# Incký systém cest
Incký systém cest (kečuánsky Qhapaq Ñan) je název pro unikátní síť komunikací v Andách, kterou rozvinuli a využívali Inkové, přičemž některé její úseky pocházejí z období před vznikem Incké říše (především od kultur Wari a Tiwanaku). Rozsah původních inckých stezek je dnes odhadován v rozsahu od 23 000 km až do 30 000 km.
Název Qhapaq Ñan se vztahuje jak na celou síť v plném rozsahu, tak i v užším pojetí na tzv. „Královskou cestu“ - páteřní cestu v délce 5 200 km mezi Quitem, Cuzcem a Tucumánem. Cesty výrazně ulehčovaly komunikaci mezi jednotlivými sídelními celky a byly efektivním prostředkem politické, sociální, ekonomické a kulturní integrace podrobených kultur v rámci expanzivní Incké říše. Qhapaq Ñan využili i španělští conquistadoři při dobývání nových území v Jižní Americe. Pavučina stezek se rozkládala od území jižní Kolumbie po údolí řeky Maule v centrálním Chile, což odpovídá teritoriálnímu rozsahu incké říše v době příchodu Španělů v roce 1521. Výchozím bodem a hlavním uzlem bylo incké hlavní město Cuzco. Z něj vycházely čtyři primární silnice do čtyř hlavních oblastí (tzv. „suyos“ - Antisuyo, Chinchaysuyo, Contisuyo a Collasuyo), ze kterých se Incká říše skládala. Cesty spojovaly pouštní oblasti na pacifickém pobřeží, horské regiony i tropické pralesy Amazonie.
Rozsáhlé stavební práce na pozemních komunikacích odstartovaly za vlády Inky Pachacúteca (vládl 1438–1471), který cítil nutnost výstavby cest, aby mohl pohotově vysílat vládní úředníky, vojska a loajální obyvatelstvo pro anexi a osídlení dobytých území. V podpoře jeho dopravní sítě pokračovali i jeho nástupci.
Incký systém cest sestával ze tří základních prvků: vydlážděná cesta, mosty a doprovodné skladovací a ubytovací budovy. Šíře silnic se pohybovala mezi půl metrem v hornatých oblastech a šesti metry v rovinách. Po těchto silnicích se jako poslové pohybovali rychlí běžci, kteří se nazývali „chasquis“. Běhali podle štafetového systému. Na každý úsek cesty byli k dispozici dva odpočinutí běžci. Předávali zprávy na stanicích, nazývaných „tambos“, které byly postaveny ve vzdálenostech přibližně 20 km. Vzdálenost mezi Cuzcem a Quitem byli schopni překonat za 1 týden. Inkové nevyužívali ani koně ani kolo, protože je vůbec neznali. Používali jedině lamy, nebo chodili pěšky. Jsou známy mosty sestávajích z kamenných opěr a dřevěné mostovky, mosty zavěšené (lana z vláken agáve), ale např. na řece Desaguadero existoval most z řady rákosových pontonů.

## Fotogalerie

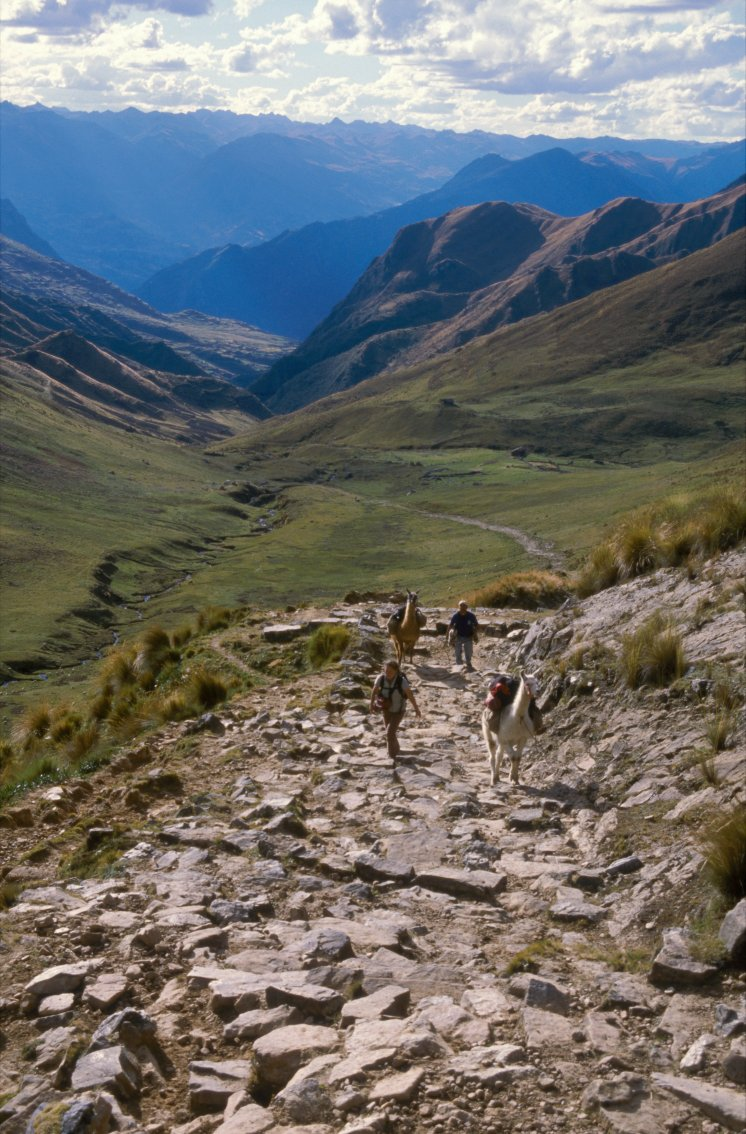
Qhapaq Ñan
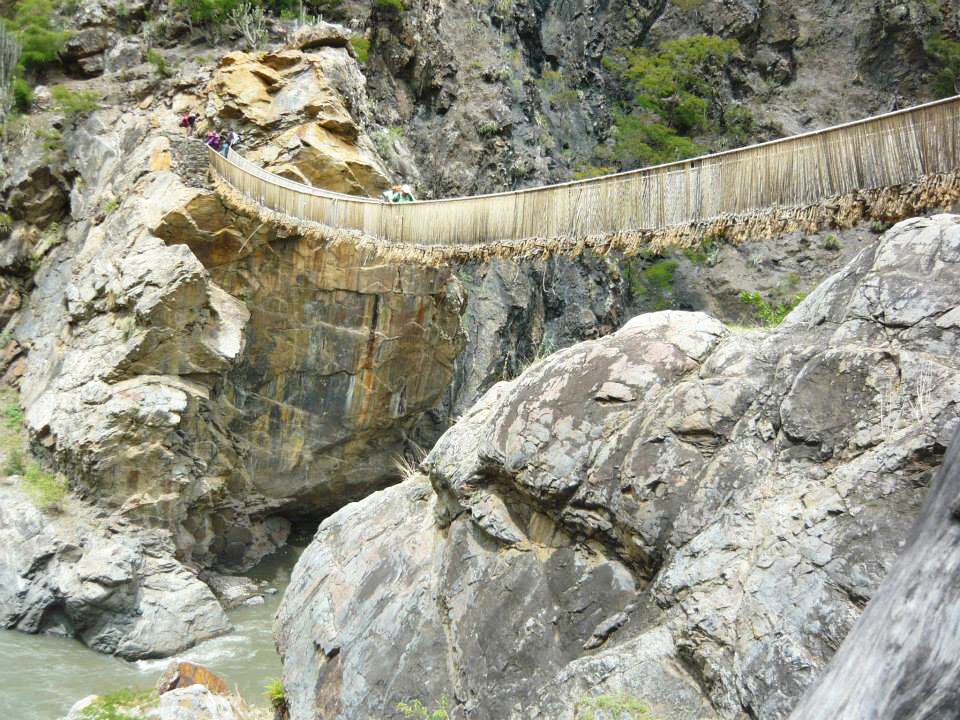
most Inca Pucayaku
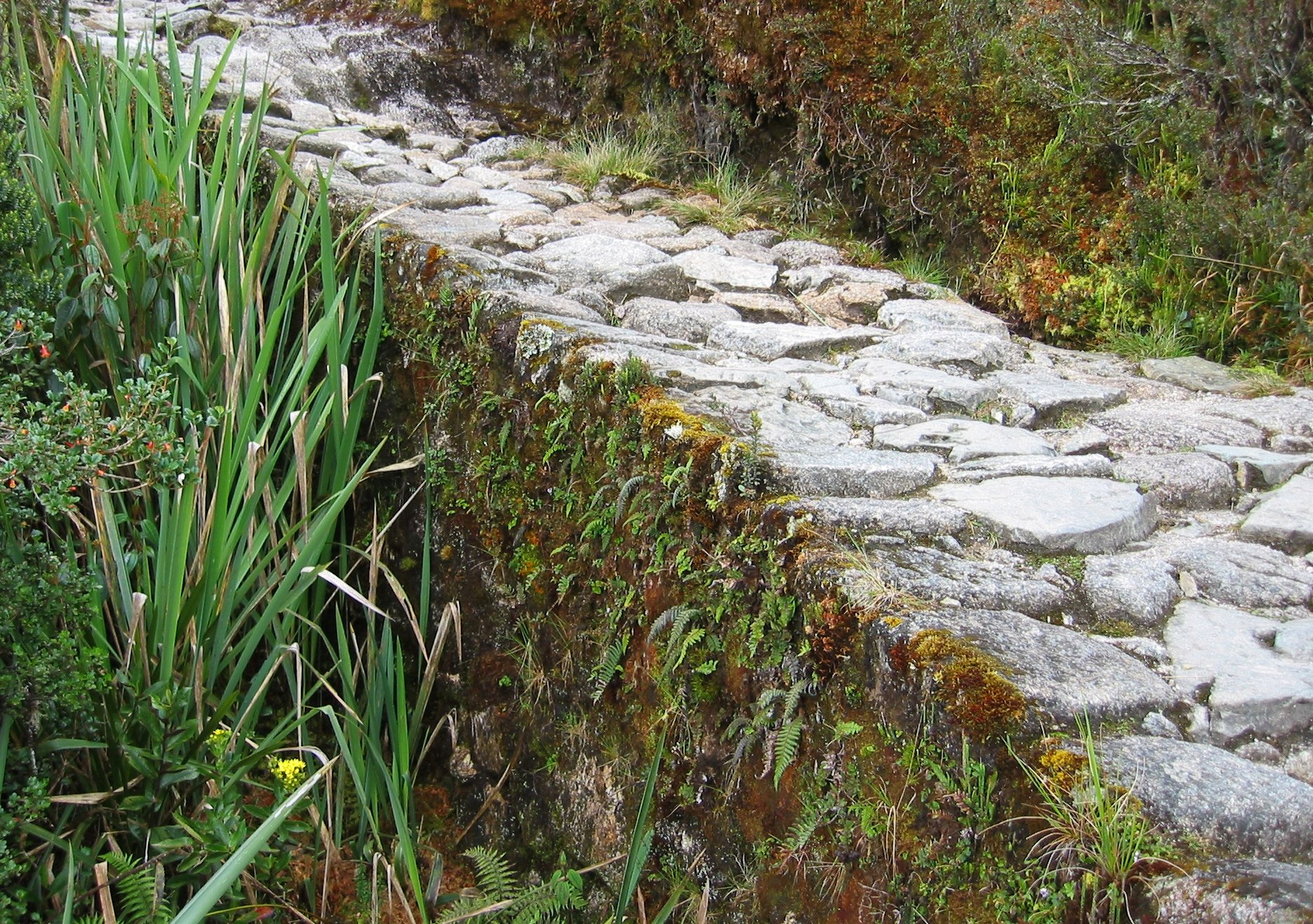
Inca trail
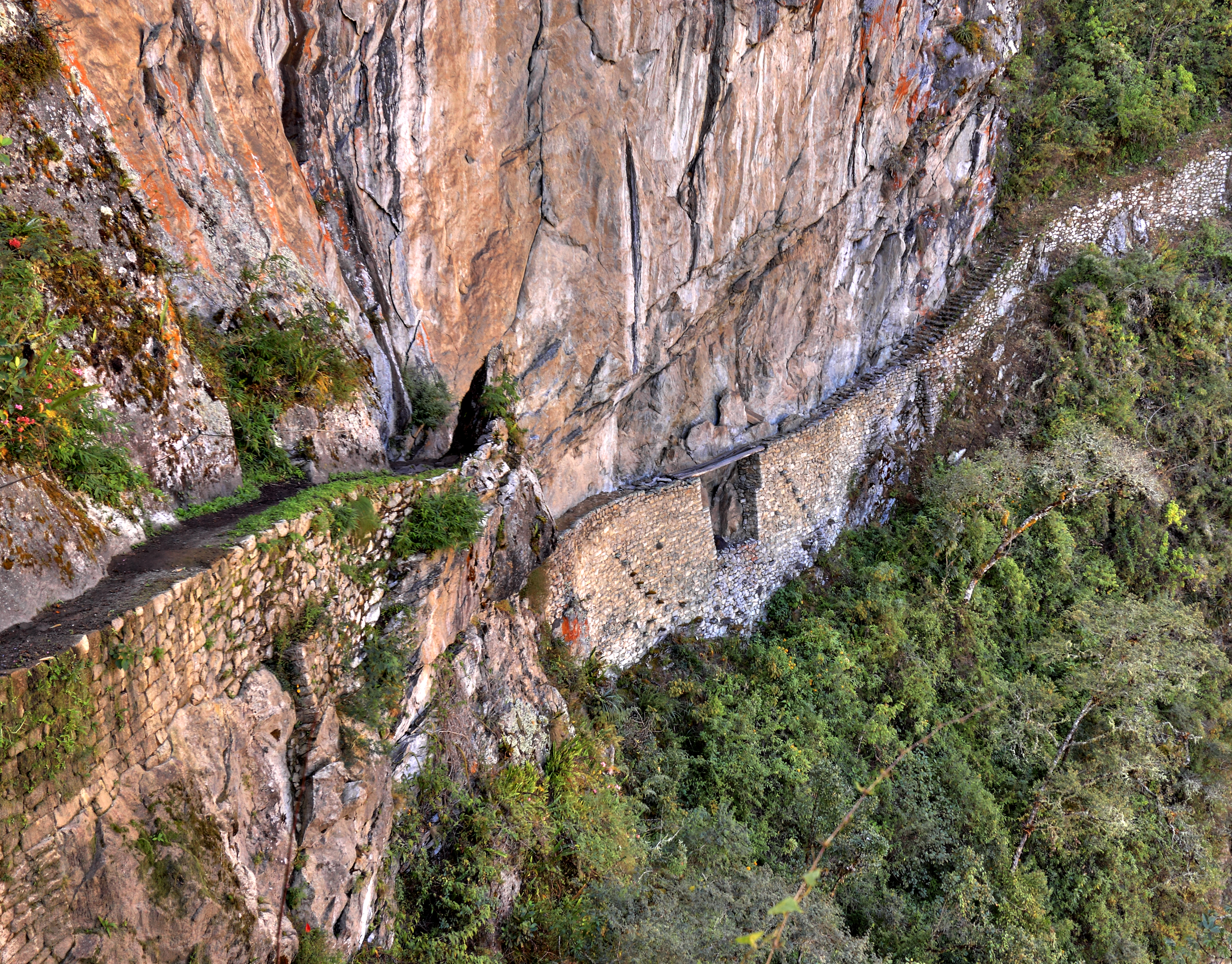
cesta k Machu Picchu